# 蘇祿異瓷蟹
蘇祿異瓷蟹（学名：Aliaporcellana suluensis）为瓷蟹科異瓷蟹屬下的一个种。